# Trittico di san Pietro martire
Il Trittico di san Pietro martire è una pala di Beato Angelico, tempera su tavola (137x168 cm), databile al 1428-1429 e conservato nel Museo nazionale di San Marco a Firenze.

## Storia
L'opera è la prima documentata di Angelico che ci sia pervenuta. Proviene dal monastero di monache domenicane osservanti di San Pietro Martire e un documento del 30 marzo 1429 registra un debito di queste religiose verso il convento di San Domenico (Fiesole) per questa pala, cioè la casa in cui l'Angelico era frate. La cifra ammonta a venti fiorini, che venivano incassati direttamente dal convento, poiché il frate non poteva possedere risorse personali. La creazione del dipinto viene quindi convenzionalmente datata all'anno precedente. Altri studiosi lo datano ad un periodo più anteriore, verso il 1424-1425, subito a ridosso della Sant'Anna Metterza di Masolino e Masaccio, anche se la forma del polittico senza scomparti, per quegli anni, sarebbe stata la più all'avanguardia pervenutaci.

## Descrizione e stile
L'opera è un trittico di transizione, poiché sebbene le cuspidi suggeriscano la presenza di tre scomparti, in realtà la pittura è dispiegata su un unico piano, senza interruzioni. Al centro si trova una Maestà (Madonna col Bambino in trono) e ai lati i santi Domenico di Guzmán, Giovanni Battista, Pietro Martire e Tommaso d'Aquino. Nelle cuspidi si trovano dei quadrilobi con Angelo annunciante, Vergine annunciata e, al centro, Cristo benedicente. Tra le cuspidi infine sono disegnate alcune scene della vita di san Pietro Martire: la Predicazione e il Martirio.
Lo stile dell'opera presenta già alcune caratteristiche dell'opera dell'Angelico, come le figure di geometrica purezza, allungate e con vesti semplici dalle pieghe pesanti, i colori accesi e luminosi e l'uso di uno spazio misurabile.
Nella parte centrale la Vergine è assisa sul seggio coperto da un broccato d'oro, con il Bambino in piedi sulle ginocchia e con un'ampolla nell'altra, un riferimento al vaso della Maddalena e quindi alla Passione. Il manto è drappeggiato pesantemente, con le pieghe determinate dalle ginocchia di Maria, ed evoca le figure plastiche e volumetricamente semplificate di Masaccio. La posizione leggermente in tralice della Vergine sembra citare la Sant'Anna Metterza (1425-1425) di Masolino e Masaccio.
Il Bambino è abbigliato di una tunica riccamente bordata d'oro e reca in mano il globo, simbolo del potere di Cristo sulla terra, mentre l'altra mano è alzata in segno di benedizione. La luce proviene uniformemente da sinistra. A parte il ricco broccato e le pieghe terminali del manto della Vergine, mancano concessioni alla decorazione, rivelando un'influenza da parte di Masaccio già presente, che allontana quest'opera dalla precedente Pala di Fiesole (1424-1425) ancora influenzata prevalentemente da Gentile da Fabriano.
Il gradino sotto il seggio della Vergine sconfina nei pannelli laterali, suggerendo, oltre che uno scorcio prospettico, l'unificazione spaziale dell'intera scena. I santi laterali hanno le teste sulla stessa linea laterale, come di tradizione, ma i loro piedi sono disposti in maniera innovativa, con l'arretramento dei due personaggi vicino alla Vergine in modo da dare l'idea di disporsi a semicerchio attorno al trono.
Anche la luce, proveniente con decisione da sinistra, contribuisce a unificare la spazialità.

### Le storie di san Pietro Martire
Insolita è anche la presenza di pitture tra gli spazi della carpenteria delle cuspidi, dove si trovano le scenette della vita di san Pietro Martire, trattate con uno svagato tono miniaturistico, che ricorda le opere fiorentine coeve di Gentile da Fabriano. Ai lati si trova una doppia curva di alberi che unifica lo spazio di queste scenette, come se si svolgessero in un unico panorama. L'autografia di queste scenette è stata oggetto di molti pareri discordanti, arrivando a proporre anche il nome dell'allievo Benozzo Gozzoli. L'unica cosa certa è che il restauro ha rivelato come la pittura di queste zone sia coeva al Trittico, per cui parte integrante del dipinto fin dall'inizio. La ricchezza compositiva e la capacità con cui sono dipinti gli elementi in prospettiva fanno di queste storie un'anticipazione dello stile dei pannelli di predelle dell'Angelico dell'inizio degli anni trenta.